# 1396 Outeniqua
1396 Outeniqua este un asteroid din centura principală, descoperit pe 9 august 1936, de Cyril Jackson.